# Ahmed Oszmanovics Csakajev
Ahmed Oszmanovics Csakajev (Haszavjurt, 1988. március 21. –) orosz szabadfogású birkózó. A 2018-as birkózó-világbajnokságon bronzérmet nyert 65 kg-os súlycsoportban, szabadfogásban. A 2018-as Európa-bajnokságon szabadfogásban a 79 kg-os súlycsoportban aranyérmet szerzett. A 2017-ös birkózó Európa-bajnokságon bronzérmet szerzett 74 kg-os súlycsoportban, szabadfogásban.

## Sportpályafutása
A 2018-as birkózó-világbajnokságon a 65 kg-osok súlycsoportjában megrendezett bronzmérkőzés során a román George Bucur volt ellenfele. A párharcot az orosz 9–4-re nyerte.